# كينيث جي. ويلسون
كينيث جي. ويلسون (بالإنجليزية: Kenneth G. Wilson)‏ هو كاتب أمريكي، ولد في 21 أبريل 1923، وتوفي في 11 مارس 2003.